# Mary Gillibrand
Meliora (Mary) Gillibrand (Chorley, 17 juli 1806 – Ligneuville, 23 maart 1863) was een Brits-Franse vrouw die zich na het doden van een "aanbidder" terugtrok in de Hoge Venen onder een mannelijke identiteit. Onder de naam Arthur Hawarden ontkwam ze tot haar dood aan vervolging.

## Leven
Ze werd geboren in Gillibrand Hall in de katholieke aristocratische familie Gillibrand-Hawarden. Vermoedelijk door een erfeniskwestie kreeg zij de familienaam Gillibrand, terwijl haar broers die van Hawarden droegen. In 1816 verhuisde ze met haar ouders naar Parijs. Hun sociale leven speelde zich af in de hogere kringen. Ze liep school in een katholiek internaat en gedroeg zich daar als een rebellerende tomboy. Haar klasgenote Aurore Dupin, de latere schrijver George Sand, zou haar in Histoire de ma vie opvoeren als Mary G***. Ze typeerde haar vriendin als "ontembaar, een drukte van jewelste, onafhankelijk, moedig, viriel maar ook zeldzaam intelligent", en "qua karakter niet van onze sekse".
Gillibrand beleefde een liefdesdrama toen de man met wie ze zich verloofde werd omgebracht – naar ze vermoedde – door een rivaal die ze had afgewezen. Tijdens de confrontatie die volgde, doodde ze hem om dan een mislukte poging tot zelfdoding te doen. Zich onttrekkend aan vervolging, vestigde ze zich in de winter van 1848 in het afgelegen gehucht Pont (Ligneuville) in een oude watermolen op de Amblève. Onder de naam Arthur Hawarden zou ze daar vijftien jaar wonen. Ze maakte grote voettochten door de streek en speelde piano. Haar overlijden op 55-jarige leeftijd was te wijten aan een longziekte.
Na haar dood werd constateerde de schoonmaakster dat ze een vrouw was geweest, maar de overlijdensakte werd pas na vier maanden aangepast op initiatief van een familielid. Of onder haar travestie ook een intersekse of transgender conditie lag, zijn speculatieve vragen die niet meer kunnen worden beantwoord. Op haar graf in Ligneuville werd ze geïdentificeerd als "juffrouw Meriora [sic] Gillibrand, bij leven mijnheer Hawarden".

## Culturele weerklank
Alex Micha (overleden 1919) schreef op latere leeftijd de herinneringen neer aan zijn tochten en gesprekken met Gillibrand-Hawarden. Via zijn afstammeling, de muziekleraar Octave Micha, kwamen deze memoires in handen van de onderwijzer Henri-Pierre Faffin, die er zijn realistische roman Monsieur Hawarden (1932) op baseerde. Faffin vroeg zijn collega Filip De Pillecyn om het boek naar het Nederlands te vertalen, maar die weigerde en gebruikte de stof voor een eigen novelle, eveneens getiteld Monsieur Hawarden (1935). Het was verder ook de titel van de debuutfilm van Harry Kümel (1968).

## Eerbetoon
In Malmedy is de Route Hawarden naar haar vernoemd.

## Voetnoten
1. ↑  Jan Uyttendaele, Digitaal leermiddel over Monsieur Hawarden (1935) van Filip de Pillecyn, Neerlandistiek.nl, 24 december 2024
2. 1 2 3  Hans van der Heijde, Recensie: Filip De Pillecyn – Monsieur Hawarden, Tzum.info, 31 mei 2024
3. ↑  Heleen Debruyne, Wie is de echte Monsieur Hawarden?, De Lage Landen, 1 juli 2024
4. 1 2  Julien Vermeulen, "Varianten van Monsieur Hawarden" in: Laat mij maar doen. Vlaams proza tussen tekstgenese en discursieve identiteit, 2007, p. 89
5. ↑  Ligneuville, Toeristisch Agentschap Oost-België (bezocht 3 januari 2025)
6. ↑  Stefan van den Bossche heeft het over Jean Marbourg: De literaire Ardennen. Van de Tachtigers tot vandaag, 2021